# Exército Popular Ucraniano
O Exército Popular Ucraniano (em ucraniano:  Армія Української Народної Республіки), também conhecido como Exército Nacional Ucraniano ou pelo termo depreciativo Petliurivtsi (em ucraniano:  Петлюрівці), foi o exército da República Popular Ucraniana (1917–1921). Eles eram frequentemente unidades rapidamente reorganizadas do antigo Exército Imperial Russo e destacamentos de voluntários recém-formados que mais tarde se juntaram às forças armadas nacionais. O exército carecia de um certo grau de uniformidade, liderança adequada para manter a disciplina e o moral. Ao contrário do Exército Ucraniano Galiciano o Exército Popular Ucraniano não conseguiu desenvolver uma estrutura organizacional sólida e consistia principalmente de unidades voluntárias, não regulares.